# Lysosom
Lysosomet er cellens fordøjelsesorganel, hvor cellen ved hjælp af ca. 50 forskellige enzymer hydrolyserer makromolekyler.
Det er et kugleformet celleorganel der indeholder fordøjelsesenzymer. Lysosomet er adskilt fra resten af cellen af en enkelt membran. Enzymerne i lysosomet er kun aktive ved en pH på ca. 5, svarende til den pH, der er inde i lysosomet. Dette beskytter resten af cellen (der har en pH på ca. 7,2), hvis et lysosom skulle briste, så dets enzymer ikke fordøjer de proteiner, nukleinsyrer og fedtstoffer, der findes i resten cellen.
Lysosomer har mange funktioner, der alle drejer sig om at nedbryde strukturer og molekyler. Det kan fx være at slippe af med udtjente organeller, fordøje bakterier der er optaget i cellen etc.
Protister optager næringsstoffer ved at omslutte dem med plasmamembranen og derefter "snørre" den sammen om stofferne og danne en vesikel. Lysosomets membran smelter sammen med vesiklen og fordøjelsesenzymerne nedbryder stofferne, der frigives i cellevæsken. I dyreceller omkranses ødelagte organeller af en membran. Lysosomerne omslutter så organellerne og nedbryder dem, så deres bestanddele kan genbruges i cellen. 
Enzymerne i lysosomerne dannes i det ru endoplasmatiske reticulum (det med ribosomer), de transporteres videre til Golgiapparat, hvor vesikler afsnøres og danner lysosomerne.
Christian de Duve vandt i 1974 Nobelprisen i fysiologi eller medicin for at have beskrevet lysosomerne og deres funktion.